# Collepardo
Collepardo é uma comuna italiana da região do Lácio, província de Frosinone, com cerca de 928 habitantes. Estende-se por uma área de 24 km², tendo uma densidade populacional de 39 hab/km². Faz fronteira com Alatri, Veroli, Vico nel Lazio.

## Demografia
| Variação demográfica do município entre 1861 e 2011                               |
|                                                                                   |
| Fonte: Istituto Nazionale di Statistica (ISTAT) - Elaboração gráfica da Wikipedia |